# Parti paysan croate
Pour les articles homonymes, voir HSS.
Le Parti paysan croate (en croate : Hrvatska seljačka stranka, abrégé en HSS) est un parti politique croate, héritier d’un parti de même nom créé en 1904, qui traversa l’essentiel de la Seconde Guerre mondiale puis l’époque communiste dans une semi clandestinité. Il est revenu sur la scène politique croate après l’éclatement de la Yougoslave socialiste et l’indépendance de la Croatie.

## Histoire
Le Parti paysan croate (HSS) actuel est l'héritier du Parti paysan croate fondé en 1904 par les frères Antun Radić et Stjepan Radić pour garantir le droit à l'auto-détermination des Croates et la justice sociale. Après la formation de la Yougoslavie en 1918, le HSS fut le principal parti politique croate dans l'entre-deux-guerres et il s'opposa fortement au pouvoir central. Son dirigeant, Stjepan Radić, fut assassiné au Parlement fédéral en 1928. La direction du parti fut confiée à Vladko Maček qui l'exerça de 1928 à 1941. Il obtint la création, en 1939, de la banovine de Croatie.
Pendant la Seconde Guerre mondiale, le comité du parti décida, dès 1941, de refuser toute collaboration, politique ou autre, avec le Troisième Reich et les autorités de l'État indépendant de Croatie. Ceci valut à Maček d'être interné dans le camp de Jasenovac, emprisonné et assigné à domicile pendant toute la guerre. Le secrétaire général du parti — Juraj Krnjević — fut envoyé à Londres pour représenter auprès des Alliés les intérêts croates. Parallèlement, le HSS refusa de rejoindre le mouvement des Partisans de Tito. Cette décision valut au HSS d'être menacé et réprimé par les autorités communistes à la Libération. 
Après la guerre et compte tenu des menaces de la Ligue des communistes de Yougoslavie, la direction du parti décidé d'envoyer son président (Maček) et les autres principaux dirigeants à l'étranger pour coordonner librement les activités du HSS. Le parti fut dirigé par la suite par Juraj Krnjević, jusqu'en 1988, et un congrès fut tenu à Londres en 1980 pour élire un comité central. 
Lors de la chute du communisme en Yougoslavie, le parti était très affaibli et il se présenta sans préparation aux premières élections parlementaires démocratiques de Croatie, en 1990. Les ambitions individuelles ne furent surpassées que le 25 mai 1991 lorsque le courant interne et le courant de l'étranger décidèrent de tenir une convention le 16 juin 1991.
Lors de son assemblée générale de 1991, le Parti paysan croate élut comme président Drago Stipac. Le parti obtint trois sièges de députés lors des élections de 1992 et cinq sièges de représentants des comtés en 1993. En 1994, Zlatko Tomčić fut élu comme président du parti. Aux élections parlementaires de 1995, le HSS fait partie d'une coalition de cinq partis (Le Nouveau Parlement) et le HSS obtient 10 sièges de députés. À partir de cette année, le parti remporte plusieurs sièges aux élections locales. Le HSS fit partie de la coalition de six partis qui remporta les élections des députés le 3 janvier 2000. Le HSS obtint 16 sièges à la chambre basse du Parlement ; son président fut élu président du Parlement et trois des 19 membres du nouveau gouvernement étaient issus du parti.

## Le parti aujourd'hui
Les statuts actuels du parti datent du 22 décembre 2000 et son programme politique de 1993.
Le HSS est aujourd'hui présent à travers toute la Croatie, avec plus de huit cents sections locales. Il dispose également d'un réseau d'associations qui lui sont associées : le Club des jeunes du HSS, l'Organisation universitaire du HSS, l'organisation des femmes Cœur croate. D'autres associations en sont proches et soutiennent son développement : l'Association des paysans croates, l'Association des paysans et producteurs de nourriture, l'Association des fermiers, l'Association pour la préservation des valeurs traditionnelles et des coutumes populaires. 
Le HSS affirme avoir 50 000 adhérents. 
Le parti publie depuis plus de cent ans un périodique intitulé Dom (Maison).
Il est membre du Parti populaire européen.